# Kolsyrepatron
En kolsyrepatron är en behållare som innehåller komprimerad gas (koldioxid) och används vanligen för att göra kolsyrade drycker i maskiner för kolsyrning, exempelvis i en Sodastream.
Det finns även en variant av kolsyrepatron som används till effektbegränsade vapen, som till exempel airsoftvapen och paintballgevär. Patronen innehåller koldioxid som är förvarad under högt tryck. Detta gör att skotten som avfyras från vapnen får en högre utgångshastighet än de från vapen som inte är gasdrivna.